# Tobias Haslinger

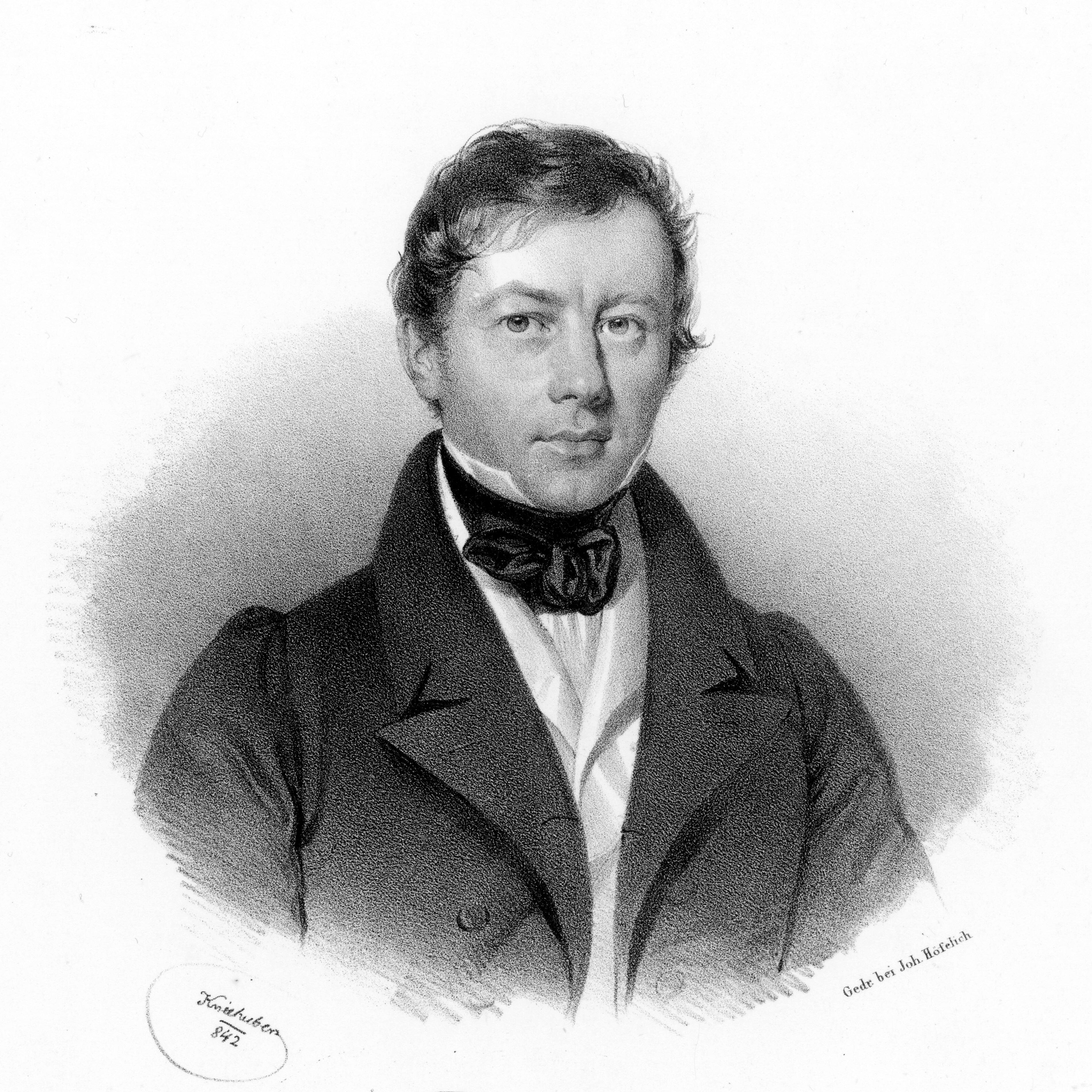
Tobias Haslinger retratado por Joseph Kriehuber en 1842.

Tobias Haslinger (Zell bei Zellhof, Alta Austria, 1 de marzo de 1787-Viena, 18 de junio de 1842) fue un compositor y editor musical austríaco. Publicó obras de compositores como Ludwig van Beethoven, Franz Bendel, Wolfgang Amadeus Mozart, Franz Schubert, Johann Nepomuk Hummel, Carl Maria von Weber, Louise Strantz y Frédéric Chopin, entre otros.

## Vida

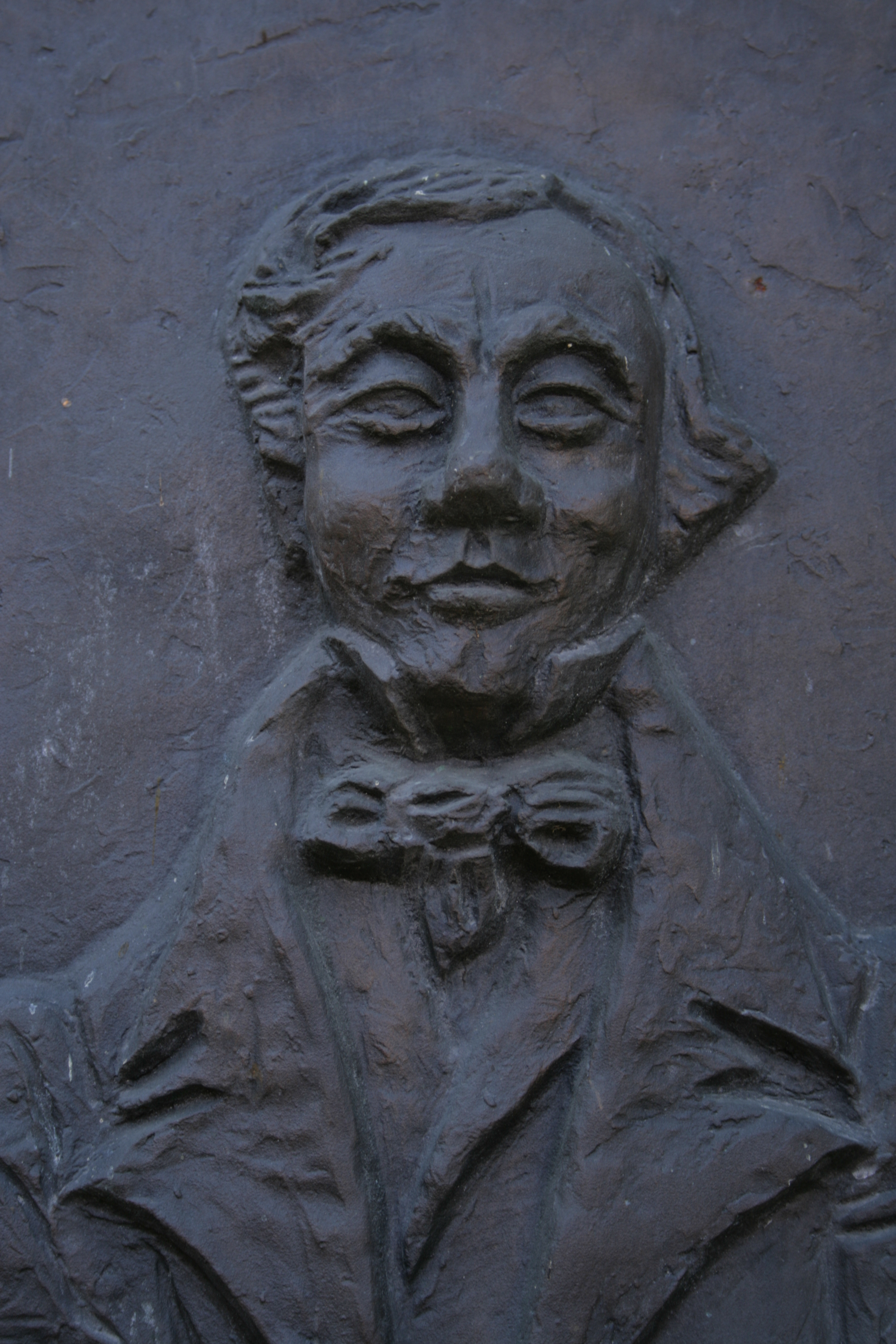
Tobias Haslinger, placa conmemorativa en su casa natal de Bad Zell.

Haslinger procedía de una familia de tintoreros de Bad Zell. Como niño de coro en Linz aprendió a tocar diversos instrumentos musicales y trabajó en la tienda musical del director de la catedral Franz Xaver Glöggl.
A partir de 1810 vivió en Viena, donde trabajó primero como contable y más tarde como socio en la tienda de arte de Sigmund Anton Steiner, de la que se hizo cargo en 1826. La editorial, de la que dependía una imprenta y un taller de grabado musical, alcanzó relevancia internacional. En ella se publicaron composiciones de Beethoven, Franz Schubert (el ciclo de lieder Winterreise, compuesto en 1827, publicado por Haslinger en 1828), Louis Spohr, Johann Nepomuk Hummel, Joseph Mayseder, Ignaz Moscheles, Carl Maria von Weber, Mozart, Carl Czerny, Muzio Clementi y las obras completas de Johann Strauss (padre).
En 1821 Beethoven dedicó a su editor el chiste musical en una obra sin opus (Werk ohne Opus) ¡O Tobías! WoO 182, un canon para tres voces.
Tobias Haslinger era violonchelista y también compositor.
Tras su muerte, su hijo Carl continuó con éxito la editorial bajo el nombre de Carl Haslinger quondam Tobias. Publicó las obras de los hermanos Johann y Josef Strauss.
Desde 1894 una callejuela de los distritos 16 y 17 de Viena lleva el nombre de Haslingergasse en honor de Tobias Haslinger.

## Obra
Obras vocales
- 3 misas para coro masculino
- Pequeñas canciones para jóvenes
- Die Kirchentüre para voz y piano

Obras orquestales
- Celebración de la Victoria de Europa para orquesta de viento

Música de cámara
- Cuarteto para flauta, violín, violonchelo y piano
- Trío concertante para flauta, viola y guitarra, op. 9
- Sonata para violonchelo y piano
- Sonatas y sonatinas para violín y piano

Obras para piano
- Sonatas
- Sonatinas